# Tawqi

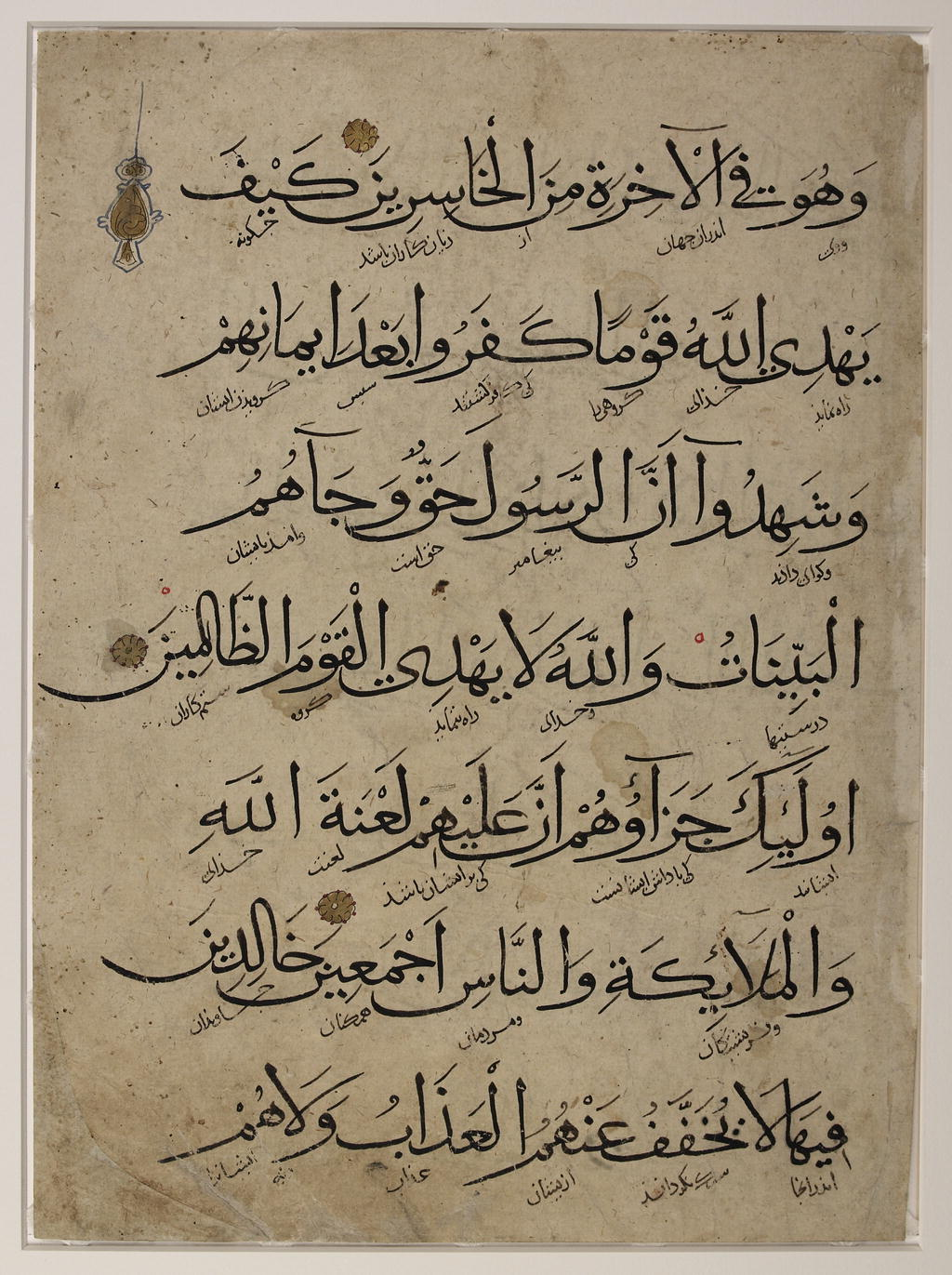
Corán versículo 3:85-88 escrito en tawqi con anotaciones persas en naskh

Tawqi' (en árabe: التوقيع‎, romanizado: al-tawqī‘) es un estilo caligráfico de la escritura árabe. Es una versión modificada y más pequeña del estilo thuluth. Ambos fueron desarrollados por Ibn Muqlah. El escritor Ibn al-Bawwab perfeccionó la escritura tawqi'.
Se empleó principalmente en documentos estatales oficiales y en documentos del Imperio Otomano, donde este estilo caligráfico se conocía con el nombre tevki.